# Glicaramide
Glicaramide (SQ-65993) là một loại thuốc chống tiểu đường bằng đường uống sinh học. Nó có tiềm năng tương tự như glibenclamide (glyburide) trong nhóm thuốc được gọi là sulfonylureas. Cấu trúc của nó tương tự vì nó có nhóm acyl tuần hoàn thay thế cho 2-methoxy-5-chlorobenzyl sau này. Giống như glibenclamide, nó được phân loại là sulfonylurea thế hệ thứ hai. Nó có thể có tác dụng ngoài tụy rõ rệt hơn glibenclamide hoặc tolbutamide.